# 塚田徹
塚田 徹（つかだ とおる、1934年（昭和9年）8月12日 - ）は、昭和期の政治家。元衆議院議員（3期）。塚田政治経済研究所長。

## 来歴
新潟県出身。1957年、日本大学法学部政治経済科卒業。日産自動車販売勤務を経て光陽商事社長となり、1963年、父の知事転任に伴い衆議院議員総選挙に旧新潟4区から無所属で立候補して、29歳で初当選、以来通算3期。のち自由民主党に入党。
衆院内閣常任委員会理事、日本ユネスコ国内委員、自民党政調内閣部会副部会長等を歴任する。福田赳夫内閣で建設政務次官を務めた。同じ選挙区から白川勝彦が当選してから塚田は落選続きとなり、以後立候補しなかった。

## 家族・親族
塚田家
- 父・十一郎（1904年 - 1997年、新潟県知事、参議院議員、衆議院議員、郵政大臣）
- 異母弟・一郎（自由民主党所属の衆議院議員、元参議院議員、母は十一郎の後妻・常喜、1963年 - ） - 十一郎の五男であり、塚田徹と年齢が離れているが、異母弟にあたる。
- 妻（熊本、松野頼三の二女）[5]

親戚
- 妻の父・松野頼三[5]（衆議院議員、労働大臣、防衛庁長官、農林大臣）
- 義弟・松野頼久（衆議院議員）